# Eta Horologii
Eta Horologii (11 Horologii) é uma estrela na direção da constelação de Horologium. Possui uma ascensão reta de 02h 37m 24.26s e uma declinação de −52° 32′ 35.1″. Sua magnitude aparente é igual a 5.30. Considerando sua distância de 145 anos-luz em relação à Terra, sua magnitude absoluta é igual a 2.06. Pertence à classe espectral A6V.